# Приз ФІПРЕССІ
Приз Міжнародної федерації кінопреси, скорочено Приз ФІПРЕССІ (фр. Prix FIPRESCI)  — спеціальна кінематографічна нагорода Міжнародної федерації кінопреси (фр. Fédération internationale de la presse cinématographique, FIPRESCI), яка має вигляд диплому з указаним ім'ям режисера та назвою кінофільму.
Метою нагороди є розвиток кіномистецтва та заохочування нового й молодого кіно.

## Правила присуджування нагороди
Нагороду присуджує спеціальне журі, яке складається не менш як із трьох, та не більше, як із дев'яти членів, що обов'язково мають бути з різних країн. Журі на одному кінофестивалі може присудити лише один приз. У виняткових випадках журі може вирішити, що жоден фільм не отримає цієї нагороди.
Вручається диплом на міжнародних кінофестивалях (таких, наприклад, як Каннський кінофестиваль або Венеційський кінофестиваль) або на кінофестивалях особливого значення .

## Кінофестивалі
- Приз ФІПРЕССІ на Берлінському кінофестивалі, (Берлінський міжнародний кінофестиваль)  Німеччина
- Приз ФІПРЕССІ на Венеційському кінофестивалі, Венеційський міжнародний кінофестиваль, Італія
- Приз ФІПРЕССІ на Віденському кінофестивалі, (Віденський кінофестиваль),  Австрія
- Приз ФІПРЕССІ на Каннському кінофестивалі, (Каннський міжнародний кінофестиваль),  Франція
- Приз ФІПРЕССІ на Київському міжнародному кінофестивалі «Молодість», (Київський міжнародний кінофестиваль «Молодість»),  Україна
- Приз ФІПРЕССІ на Одеському міжнародному кінофестивалі, (Одеський міжнародний кінофестиваль),  Україна
- Приз ФІПРЕССІ на Міжнародному кінофестивалі у Торонто (фр. Prix FIPRESCI du Festival de Toronto)  Канада